# Жак Кантелу
Жак Кантелу (фр. Jacques Canthelou, 29 березня 1904, Ельбеф — 18 квітня 1973, Париж) — французький футболіст, що грав на позиції захисника.
Виступав, зокрема, за клуб «Руан», а також національну збірну Франції. Учасник Олімпійських ігор.

## Титули і досягнення
- Фіналіст Кубка Франції (1):

«Руан»: 1925
- Переможець Чемпіонату Нормандії (2):

«Руан»: 1924, 1927
| Дата       | Місто    | Господарі | Результат | Гості      | Турнір           | Голи | Примітки |
| ---------- | -------- | --------- | --------- | ---------- | ---------------- | ---- | -------- |
| 04/06/1924 | Коломб   | Франція   | 0 – 1     | Угорщина   | товариський матч | -    |          |
| 11/11/1924 | Брюссель | Бельгія   | 3 – 0     | Франція    | товариський матч | -    |          |
| 19/04/1925 | Париж    | Франція   | 0 – 4     | Австрія    | товариський матч | -    |          |
| 11/04/1926 | Париж    | Франція   | 4 – 3     | Бельгія    | товариський матч | -    |          |
| 18/04/1926 | Коломб   | Франція   | 4 – 2     | Португалія | товариський матч | -    |          |
| 25/04/1926 | Коломб   | Франція   | 1 – 0     | Швейцарія  | товариський матч | -    |          |
| 30/05/1926 | Відень   | Австрія   | 4 – 1     | Франція    | товариський матч | -    |          |
| 13/06/1926 | Коломб   | Франція   | 4 – 1     | Югославія  | товариський матч | -    |          |
| 20/06/1926 | Брюссель | Бельгія   | 2 – 2     | Франція    | товариський матч | -    |          |
| 29/04/1928 | Париж    | Франція   | 1 – 1     | Португалія | товариський матч | -    |          |
| 17/05/1928 | Париж    | Франція   | 1 – 5     | Англія     | товариський матч | -    |          |
| Усього     |          | Матчів    | 11        |            | Голів            | 0    |          |